# نهاد أبو غربية
نهاد أبو غربية (1913 - 26 أبريل 2009) هو تربويٌ فلسطيني، يُعتبر من أبرز رجالات التربية والتعليم الفلسطينيين في القرن العشرين، وكان قد أسس الكلية الإبراهيمية في القدس عام 1945.

## حياته
وُلد نهاد عليان عبد العزيز عليان أبو غربية في مدينة القدس عام 1913 لعائلةٍ تعود أصولها إلى مدينة الخليل. تعلم في مدينة الخليل والمدرسة الإبراهيمية في القدس، وكان قد أنهى دراسته الثانوية عام 1929، ونال إجازةً من الكلية العربية عام 1931. ثم عمل مديرًا للمدرسة الإبراهيمية في القدس من عام 1931 حتى 1945، وأصبح مالكها الوحيد عام 1935، حيث قام بتطويرها من مدرسة إلى كلية عام 1945 وأصبح رئيسها.
كان عضو المجلس البلدي لمدينة القدس من عام 1951 حتى 1967، وحصل على درجة البكالوريوس في التاريخ من جامعة لندن في المملكة المتحدة عام 1955. عملًا مديرًا للمزارع العربية عام 1966، وكان عضوًا في المجلس الإسلامي منذ 1967 حتى 1973، وعضوًا في جمعية الشبان المسلمين من 1967 حتى 1973، ورئيسًا للجنة المدارس الخاصة في القدس منذ عام 1991 حتى وفاته، وعضوًا في مجلس أمناء كلية العلوم والتكنولوجيا في جامعة القدس والكلية المهنية التابعة للجنة اليتيم العربي، وأيضًا كان رئيس مجلس أمناء الكلية الإبراهيمية منذ عام 1983 حتى وفاته.
كان أيضًا قد انتدب من قبل الحكومة الأردنية للعمل مع الصليب الأحمر لمساعدة اللاجئين في مدينة أريحا خلال نكبة 1948 حتى العام 1952 حيث أنهى عمله مع الصليب الأحمر وعاد إلى عمله في الكلية الإبراهيمية.
قام نهاد في عام 2002 بتخصيص جائزة «وجدي نهاد أبو غربية» للإبداع الأدبي وهي جائزة سنوية للإبداع الأدبي بين طلبة مدارس القدس الثانوية، وهي على اسم ابنه وجدي الذي كان قد تُوفي عام 1999 في عمر 38 عامًا.

## وفاته
تُوفي في 26 أبريل (نيسان) 2009 ميلاديًا الموافق 2 جمادى الأولى 1430 هجريًا عن عمرٍ ناهز 96 عامًا، ونعاه الرئيس الفلسطيني محمود عباس «تلقينا ببالغ الأسف والتأثر، نبأ وفاة المرحوم، الذي كرس حياته لخدمة وطنه وشعبه، فكان من الرواد الأوائل للتربية والتعليم، حيث تخرجت على يديه أجيال عديدة في فلسطين عامة والقدس الشريف خاصة». كما نعته أسرة التربية والتعليم العالي وعمادات الكليات والمعاهد العليا في فلسطين، ووصفته «عميد رجالات التربية والتعليم العالي في فلسطين».
أطلقت الكلية الإبراهيمية في عام 2010 «بطولة الراحل نهاد أبو غربية بكرة القدم».

## وصلات خارجية
- الكلية الإبراهيمية بالقدس
- معهد وجدي أبو غربية التكنولوجي